# Moussa Mohamed Ahmed
Moussa Mohamed Ahmed est un homme politique soudanais.

## Carrière politique
En 2004 le mouvement politique qu'il dirige, le congrès Beja, fusionne avec le groupe armé Lions libres Rashaida (en) dirigé par Mabrouk Moubarak Salim (en) pour former le Front de l'Est, un groupe de rebelles localisés à l'est du Soudan, et qui agrège d'autres petites entités. Moussa Mohamed Ahmed prend la direction du nouveau parti.
Il conclut avec le gouvernement soudanais un accord de paix signé le 14 octobre 2006 à Asmara.
Il occupe, d'au moins 2009 à 2019, le poste de conseiller du président de la République du Soudan,,,, chargé notamment des affaires liées au Soudan oriental.

## Vie privée
Moussa Mohamed Ahmed est né en 1969 dans la ville de Hamishkoreib, dans l'état du Kassala. En 2019 il est marié et père de trois garçons.